# Rio do Fogo
Rio do Fogo este un oraș în Rio Grande do Norte (RN), Brazilia.